# Spartak Plewen
Spartak Plewen – bułgarski klub piłkarski. Obecnie występuje w Wtora PFL. Największymi sukcesami klubu jest trzecie miejsce w roku 1958 oraz awans do finału Pucharu Bułgarii w latach 1957 i 1987.

## Historia
Chronologia nazw:
- 10.09.1919: SK Skobelew Plewen (bułg. СК [Спортен клуб] Скобелев (Плевен))
- 19.08.1931: SK Belite Orleta Plewen (bułg. СК Белите орлета (Плевен))
- 1932: SK Belite Orli Plewen (bułg. СК Белите орли (Плевен))
- 1946: FD Republikanec Plewen (bułg. ФД [Физкултурно дружество] Републиканец (Плевен))
- 28.12.1947: FD Spartak Plewen (bułg. ФД Спартак (Плевен))
- 13.03.1949: DSO Septemwri Plewen (bułg. ДСО [Доброволна спортна организация] Септември (Плевен)) – po fuzji z Generał Winarow i Łokomotiw
- 1949: DSO Spartak Plewen (bułg. ДСО Спартак (Плевен)) – po podziale klubu
- 1957: do klubu dołączył Torpedo Plewen
- 1958: DFS Spartak Plewen (bułg. ДФС [Дружество за физкултура и спорт] Спартак (Плевен))
- 1985: FK Spartak Plewen (bułg. ФК Спартак (Плевен))
- 2000: PFK Spartak Plewen (bułg. ПФК Спартак (Плевен))
- 2009: klub rozwiązano
- 2010: PFK Pleven Atletik 2004 Plewen (bułg. ПФК Плевен Атлетик 2004 (Плевен))
- 2013: PFK Spartak 1919 Plewen (bułg. ПФК Спартак 1919 (Плевен))
- 2013: klub rozwiązano
- 22.07.2013: OFK Spartak Plewen (bułg. ОФК [Общински Футболен Клуб] Спартак (Плевен))
- 15.08.2013: OFK Spartak 1919 Plewen (bułg. ОФК Спартак 1919 (Плевен)) – po fuzji ze Storgozia Plewen

10 września 1919 roku na pomysł Dragomira Nestorowa, ucznia Liceum Handlowego Swisztowa, na podwórzu jego domu zebrało się około dwudziestu młodych ludzi, aby założyć klub piłkarski. Spotkanie kończy się podpisaniem memorandum stowarzyszeniowego, z którym narodził się pierwszy zorganizowany klub w Plewen o nazwie Skobelew.
19 sierpnia 1931 roku dziesięciu piłkarzy utworzyło w Parku Skobelewia klub Belite Orleta, który rok później zmienił nazwę na Belite Orli.
Po 1944 roku nowy rząd bułgarski zaczął aktywnie ingerować w życie sportowe. W 1946 roku władze lokalne zdecydowały, że najsilniejszy klub piłkarski w mieście, Orły Białe, zostanie przemianowany na Republikanec, a sama drużyna zostanie będzie podlegała Ministerstwu Spraw Wewnętrznych. Jednak założyciele klubu kategorycznie odrzucili tę nazwę, dlatego 28 grudnia 1947 zwołano Walne Zgromadzenie, na którym klub przemianowano na Spartak.
Na początku 1949 roku w Plewenie, oprócz Spartaka, po licznych fuzjach i przemianach istniały kluby Generał Winarow i Łokomotiw. Każdy z nich miał swoją historię:
- Spartak – bezpośredni następca klubu "Biali Orli";
- Generał Winarow – bezpośredni następca klubów "Skobelew", "Pobeda" i "Wit" (później połączył się w SP-39), a także "Lewski" i "Trud" (ten ostatni istniał przez krótki czas);
- Łokomotiw – jest bezpośrednim następcą klubów "Botew-21" i "ŻSK".

13 marca 1949 roku sportowi działacze miasta postanowili stworzyć jedyny silny klub w Plewenie o nazwie Septemwri, który zjednoczył trzy kluby miejskie i po wygraniu Meżduzonowej diwizii 1948/49 uzyskał prawo do startu w nowo powstałej Profesjonalnej Grupie Piłkarskiej A.
Fuzja klubów trwała prez niecały rok, ponieważ bułgarskie kierownictwo postanowiło skopiować system Dobrowolnych Organizacji Sportowych (DSO) w ZSRR na zasadzie podziału resortowego, z których każdy musiał być podporządkowany odpowiednim związkom branżowym. Tym samym klub został podzielony na 5 dobrowolnych organizacji sportowych - Spartak (pozostając pod kontrolą MSW), Torpedo, Dinamo, Stroiteł i Czerwone zname.
Po barażach pomiędzy Spartakiem i Torpedo, to Torpedo wygrywa prawo występów w Grupie A, podczas gdy Spartak nadal grał na szczeblu regionalnym. Jednak drużyna miała sporą liczbę kibiców, dzięki czemu stopniowo odzyskiwała poprzednią pozycję, a w 1951 roku zdobyła awans do Grupy A. W 1957 klub wchłania Torpedo. W 1958 roku zespół odniósł największy sukces w historii, zdobywając brązowe medale mistrzostw Bułgarii. Do końca lat 80. XX wieku klub prawie niezmiennie grał w Grupie A, zaledwie kilka razy spadając do Grupy B.
Pod koniec lat 80. klub miał różne problemy, dlatego w tym okresie drużyna grała w drugiej lidze mistrzostw Bułgarii. Jednak do 2001 roku drużyna z Plewena grała jeszcze 3 sezony na najwyższym poziomie bułgarskiej piłki nożnej, dzięki czemu na liście 35 bułgarskich klubów zdołała zająć 12. miejsce pod względem liczby rozegranych sezonów w Grupie A. Od 2001 roku zespół występował wyłącznie w Grupie B, uzupełniając skład głównie z własnych wychowanków. Mimo problemów klubu kilkakrotnie walczył o awans do Grupy A.
Do 2009 roku Spartak był jednym z 9 klubów w Bułgarii, które nigdy nie grały w amatorskich rozgrywkach piłkarskich. Sytuacja zmieniła się jednak, gdy klub zbankrutował. Na początku 2010 roku klub odrodził się pod nazwą Pleven Atletik 2004 i rozpoczął swoją przygodę w rozgrywkach regionalnych. W 2013 roku klub został przemianowany na Spartak 1919, ale wkrótce ponownie zbankrutował.
22 lipca 2013 roku powstał miejski klub piłkarski Spartak Plewen, który 15 sierpnia połączył się z innym klubem miejskim – Storgozia. Klub zajął miejsce Storgozi w północno-zachodniej Grupie W i zaczął przyciągać do zjednoczonego klubu zawodników z własnej akademii młodzieżowej. W następnym sezonie zespół był liderem mistrzostw i zdobył awans do Grupy B. W sezonie 2016/17 Grupa B została przekształcona do drugiej ligi, ale klub zajął 14.miejsce w tabeli i został zdegradowany do Grupy W..